# Heliodiaptomus
Heliodiaptomus là một chi động vật giáp xác Copepoda thuộc họ Diaptomidae, có các loài sau:
- Heliodiaptomus alikunhii Sehgal, 1960
- Heliodiaptomus cinctus (Gurney, 1907)
- Heliodiaptomus contortus (Gurney, 1907)
- Heliodiaptomus elegans Kiefer, 1935
- Heliodiaptomus falxus Shen & Tai, 1964
- Heliodiaptomus kieferi (Brehm & Chappuis, 1935)
- Heliodiaptomus kikuchii Kiefer, 1932
- Heliodiaptomus kolleruensis Reddy & Radhakrishna, 1981
- Heliodiaptomus lamellatus Sung, Shen, Sung, Li & Chen, 1975
- Heliodiaptomus nipponicus (Kokubo, 1914)
- Heliodiaptomus phuthaiorum Sanoamuang, 2004
- Heliodiaptomus pulcher (Gurney, 1907)
- Heliodiaptomus viduus (Gurney, 1916)